# Presidente del Senedd
Il presidente del Parlamento gallese o del Senedd (in inglese the Presiding Officer, in gallese Llywydd) è lo speaker del Parlamento gallese eletto dai membri del Senedd. È assistito da un vicepresidente, il vicepresidente (in inglese the Deputy Presiding Officer, in gallese Dirprwy Lywydd), nominato alle stesse condizioni.
Dall'inizio della Quinta legislatura nel maggio 2016, la presidenza è ricoperta da Elin Jones (Plaid Cymru) e la vicepresidenza da Ann Jones (Laburista).

## Storia
L'ufficio di presidente e vicepresidente dell'Assemblea nazionale per il Galles è istituito ai sensi del Government of Wales Act 1998 ed entra in vigore in seguito alle elezioni del maggio 1999. I rispettivi ruoli e modalità di elezione sono specificati nel regolamento interno dell'Assemblea nazionale adottato il 12 aprile 1999 da Alun Michael, Segretario di Stato per il Galles; il primo presidente e il primo vicepresidente sono stati eletti il 12 maggio 1999 nella prima riunione dell'assemblea gallese. Dopo l'adozione di una nuova legge sulla devolution, il Government of Wales Act 2006, le funzioni con maggiori poteri sono più caratterizzate dopo le elezioni del maggio 2007.

## Ruolo e competenze

### Procedure elettorali
Le cariche di presidente e vicepresidente sono descritte dal Government of Wales Act 1998 come le funzioni dei membri eletti al suo interno dal Parlamento gallese che non rappresentano lo stesso partito politico.
Il Government of Wales Act 2006 specifica che sono eletti simultaneamente dopo la sessione a seguito di una votazione generale al suo interno. Tuttavia, non devono appartenere allo stesso gruppo politico e non a gruppi diversi che hanno entrambi un ruolo esecutivo. Il regolamento interno aggiunge che non possono appartenere a diversi gruppi politici che non hanno entrambi un ruolo esecutivo.
Prima di assumere la posizione è necessario fare un giuramento o una dichiarazione di fedeltà.

### Funzioni
Oltre a quelle assegnate dalla legge, il Senedd o il regolamento interno, le funzioni di Presidente del Parlamento gallese, o, in mancanza, di Vicepresidente, consistono in:
- un ruolo di presidenza delle assemblee plenarie;
- un ruolo nella risoluzione delle questioni relative all'interpretazione o all'applicazione delle regole di procedura;
- un ruolo di rappresentanza del Senedd presso altri organismi sia nel Regno Unito che all'estero in questioni relative al Senedd.

Egli è, ex officio:
- il presidente della Commissione del Senedd (Senedd Commission), l'entità giuridica del Parlamento gallese composta da 5 membri, ma mai sostituita dal vicepresidente;
- il presidente del Comitato Affari (Business Committee), organo che rappresenta ogni gruppo parlamentare attraverso un membro.

### Delegazione
Il presidente può delegare la propria funzione al vicepresidente in sua assenza o su richiesta alle condizioni previste dalla legge.

### Neutralità
Un dovere di imparzialità è sancito dai regolamenti interni del Senedd riguardanti il presidente e il vicepresidente.
Inoltre, non possono partecipare ad una votazione in assemblea plenaria se non in caso di parità di voti (per l'esercizio del voto decisivo) o nell'ambito di una delibera a maggioranza rafforzata prevista dalla legge.

## Mandato

### Durata
Il mandato presidenziale dura per tutta la legislatura fino alle future elezioni, mentre quello del vicepresidente cessa con lo scioglimento della camera.
Tuttavia, la legislazione prevede che il presidente e il vicepresidente:
- può dimettersi in qualsiasi momento
- cessano di esercitare la loro funzione non appena non sono più membri del Senedd (tranne in caso di scioglimento);
- possono essere rimossi dal loro incarico dal Senedd.

Inoltre, in tali casi, o in seguito alla morte in carica, devono essere sostituiti dal parlamento gallese con membri eletti al suo interno.

### Vacanza
In caso di vacanza o incapacità, la carica di presidente è temporaneamente sostituita da quella di vicepresidente.
Inoltre, quando il presidente e il vicepresidente non sono in grado di esercitare le loro funzioni contemporaneamente, vengono sostituiti dal direttore generale e dal cancelliere del Senedd fino alla nomina di una nuova coppia.

## Titoli

### Titolo della funzione
Il Government of Wales Act 1998 specifica che "[le funzioni di presidente e vicepresidente] devono essere conosciute con titoli che il regolamento interno può fornire". Inoltre, il Government of Wales Act 2006 mantiene questa prerogativa dell'Assemblea nazionale mentre prescrive come designazioni quelle di "presidente" (the Presiding Officer) e di "vicepresidente" (the Deputy Presiding Officer) in difetto. di titoli previsti dal regolamento.
Il Regolamento non utilizza altri titoli oltre a quelli contenuti nella legislazione britannica dal 1999. Tuttavia, dall'adozione della Welsh Language (Wales) Measure 2011 e della National Assembly for Wales (Official Languages) Act 2012, il gallese è una delle due lingue ufficiali del Galles insieme all'inglese; ha, all'interno dell'assemblea nazionale, parità di trattamento con la lingua inglese sia oralmente che per iscritto mentre viene eseguita una traduzione nell'una o nell'altra lingua a scelta di ciascuna nei dibattiti.
In virtù della coufficialità delle due lingue, le regole di procedura in inglese sono state trasposte in gallese; la traduzione indica che "il presidente" prende il nome di Llywydd e il "vicepresidente" quello di Dirprwy Lywydd. In inglese, uno dei termini gallesi è stato naturalizzato: “the Llywydd” (il Llywydd in inglese) è entrato nel linguaggio quotidiano per qualificare il presidente.

### Titoli di cortesia
Il Presidente e il Vicepresidente sono trattati nel Parlamento gallese come Presiding Officer e Deputy Presiding Officer per via orale quando parlano direttamente con uno di essi. In stile indiretto, vengono definiti the Presiding Officer e the Deputy Presiding Office.
Il trattamento d'onore si basa sugli stili britannici tradizionali: la designazione formale consiste in una formula educata appropriata (Mr, Mrs o Miss), o anche un prefisso se esiste (Dame, The Rt Hon, ecc.) , del nome del presidente o vicepresidente, anche del suo titolo nobiliare, delle lettere post-nominali "MS" (per membro del Senedd) e di ogni altro suffisso, e della carica (Presiding Officer o Deputy Presiding Officer).

## Elenco dei presidenti e vicepresidenti

### Attuale presidente e vicepresidente
| Posizione                       | Titolare | Titolare      | Titolare | Dal            | Partito     | Circoscrizione |
| ------------------------------- | -------- | ------------- | -------- | -------------- | ----------- | -------------- |
| Presidente (Llywydd)            |          | Elin Jones MS |          | 11 maggio 2016 | Plaid Cymru | Ceredigion     |
| Vicepresidente (Dirprwy Lywydd) |          | David Rees MS |          | 12 maggio 2021 | Laburista   | Aberavon       |

### Elenco dei vicepresidenti (Dirprwy Lywyddion)
| Nome | Nome               | Immagine      | Inizio          | Fine            | Partito                                                 | Note |
| ---- | ------------------ | ------------- | --------------- | --------------- | ------------------------------------------------------- | --- |
|      | Jane Davidson AM   |               | 12 maggio 1999  | 17 ottobre 2000 | Laburista                                               | Prima Assemblea. Eletta senza opposizione. Si è dimessa dall'incarico quando è diventata ministro del governo. |
|      | John Marek AM      |               | 19 ottobre 2000 | 7 maggio 2003   | Laburista                                               | Resto della prima Assemblea Batte Rosemary Butler con 28 voti contro 27                                        |
|      | John Marek AM      | 7 maggio 2003 | 9 maggio 2007   | Forward Wales   | Seconda Assemblea Batte Peter Law con 30 voti contro 29 | |
|      | Rosemary Butler AM |               | 9 maggio 2007   | 11 maggio 2011  | Laburista                                               | Terza Assemblea Eletta senza opposizione                                                                       |
|      | David Melding AM   |               | 11 maggio 2011  | 11 maggio 2016  | Conservatore                                            | Quarta Assemblea Batte William Graham con 46 voti contro 12                                                    |
|      | Ann Jones MS       |               | 11 maggio 2016  | 12 maggio 2021  | Laburista                                               | Quinta Assemblea Beat John Griffiths con 30 voti contro 29                                                     |
|      | David Rees MS      |               | 12 maggio 2021  | in carica       | Laburista                                               | Sesto Senedd Batte Hefin David con 35 voti contro 24                                                           |